# Artère basilaire

Artère basilaire et ses collatérales.

L’artère basilaire ou tronc basilaire est une artère unique par sa naissance, puisqu'elle naît de la réunion de deux artères.
L'artère basilaire est issue de la réunion des artères vertébrales au niveau du foramen magnum. Le tronc basilaire chemine alors dans la fosse postérieure de la boîte crânienne, remontant jusqu'à l'os sphénoïde, où il se divise en deux artères cérébrales postérieures, juste en arrière de la selle turcique. L'artère basilaire passe dans la gouttière formée par le relief central du pont du tronc cérébral. Elle participe à l'irrigation de l'encéphale.
Les branches collatérales de l'artère basilaire sont :
- les artères cérébelleuses antéro-inférieures (droite et gauche) ;
- les artères labyrinthiques ;
- les artères cérébelleuses supérieures (droite et gauche).

## Occlusion de l'artère basilaire
L'occlusion de l'artère basilaire est une cause rare d'accident vasculaire cérébral avec des symptômes pouvant être gravissimes : quadriparésie, troubles de la motilité oculaire, dysarthrie…, avec un pronostic vital ou fonctionnel médiocre en l'absence de prise en charge. La revascularisation, qu'elle soit faite par thrombolytique ou par voie endo vasculaire, en améliore le pronostic.